# Elphinstone Tower
Elphinstone Tower, auch Dunmore Tower oder Airth Tower, ist die Ruine eines Wohnturms auf dem Dunmore Estate, etwa 1,5 km nordwestlich von Airth und etwa 9 km westlich von Stirling in der schottischen Council Area Falkirk. Historic Scotland hat ihn als historisches Bauwerk der Kategorie C gelistet.

## Geschichte
Der Turm stammt vom Anfang des 16. Jahrhunderts. Sir John Elphinstone ließ ihn als Sitz der Baronie Elphinstone errichten. 1754 kaufte John Murray, Sohn des 3. Earl of Dunmore, das Anwesen für 16.000 £ von den Elphinstones. Zwei Jahre später erbte er das Earldom und benannte das Anwesen nach seinem Titel in Dunmore Estate um. Lord Dunmore ließ 1761 an anderer Stelle des Anwesens die berühmte Folly Dunmore Pineapple errichten. Irgendwann wurde der Turm erweitert, aber es gibt keine Anzeichen dafür, dass er bewohnt war. In den 1820er-Jahren beauftragte George Murray, 5. Earl of Dunmore, den Bau von Dunmore Park, dem Hauptwohnhaus des Anwesens. Die Anbauten an den Turm wurden abgerissen, damit Platz für den Bau der St Andrew’s Episcopal Church, einer Privatkapelle, die 1850 fertiggestellt wurde, geschaffen wurde. Der Turm wurde später restauriert und dessen Erdgeschoss in eine Familiengruft umgebaut.
Die Familie Murray verließ Dunmore 1911 und der Turm verfiel seither. Die St Andrew’s Church wurde Anfang der 1960er-Jahre abgerissen und die Nordwestecke des Turms brach um 1968 nach einem Sturm zusammen. Die Grundfläche des Turms beträgt 9 Meter × 7,4 Meter und seine Mauern sind noch 17 Meter hoch bis zur Brüstung.